# Dysdera arnoldii
Dysdera arnoldii is een spinnensoort in de taxonomische indeling van de celspinnen (Dysderidae). De wetenschappelijke naam van de soort werd voor het eerst geldig gepubliceerd in 1956 door Charitonov.